# Cesuras
Cesuras fue un municipio de la provincia de La Coruña (España), ubicado en la comarca de Betanzos, de la comunidad autónoma de Galicia. El 6 de junio de 2013 la Junta de Galicia aprobó por decreto su fusión con Oza de los Ríos, por lo que se creó el municipio de Oza-Cesuras.

## Toponimia
El origen parece que proviene de la configuración de su territorio por tratarse de un corte, de una fenda. Según Carré Aldao no es una palabra de origen latina sino que procede de los pueblos anteriores a los romanos aunque por influjo de esta lengua se convierte en 'Cesaris' y ahí derivó a 'Cesuras'.

## Parroquias
Parroquias que formaban parte del municipio:
- Borrifáns (San Pedro)
- Bragad[3]
- Carres (San Vicente)[4]
- Cutián (Santa María)
- Dordaño (Santa María)
- Figueredo (Santa María)
- Filgueira de Barranca (San Pedro)
- Filgueira de Traba (San Miguel)
- Loureda (Santo Estevo)
- Mandayo[3]
- Paderne (Santiago)
- Probaos (Santa Eulalia)[4]
- Trasanquelos (San Salvador)

## Símbolos

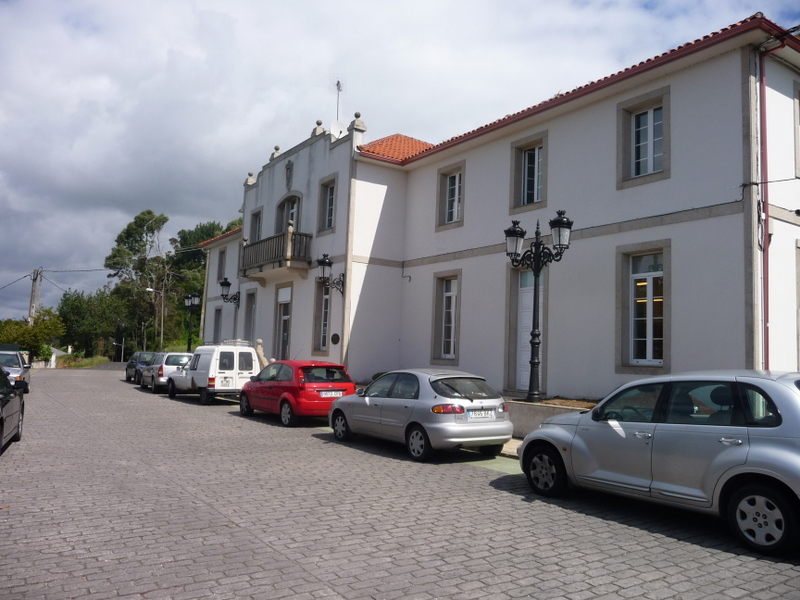
Casa consistorial de Cesuras.

El ayuntamiento de Cesuras, carente hasta 1984 de escudo heráldico, encargó un estudio y la confección de un blasón al heraldista Jaime Bugallal y Vela, que simbolizara de una manera clara y concisa su personalidad histórico-geográfica.
Las tierras de este ayuntamiento están entre las más altas de la provincia, después de las del vecino ayuntamiento de Curtis. Todas ellas forman parte de ese espacio geográfico conocido por «la Montaña», terreno en el que no faltan las colinas y los suelos fértiles, regados por los ríos Mero y Mendo.
Si hoy abundan los cereales, solanáceas, legumbres, alternando con pinares; antaño fue esta tierra muy poblada de laurel, incluso hasta tal punto que dieron su nombre a una de las parroquias, Loureda, y aún persiste con relativa frecuencia en el municipio.
En tiempos pasados atravesaba este término municipal el camino de las peregrinaciones que, viniendo de Betanzos, se dirigía hacia Santiago. En la parroquia de Loureda se conserva una capilla destinada a los devotos jacobeos.
Viejos linajes del país levantaron sus pazos y aún se conservan algunos, en más o menos buen estado: Canedos, Cha, en San Vicente Carres; Dordaño, en Santa María de Dordaño; Figueira de Traba, en San Miguel de Filgueira de Traba; y la Torre y Casa de Loureda, en San Esteban de Loureda. En esta última parroquia está también el Coto de Loureda, que pertenece al marqués de Loureda.

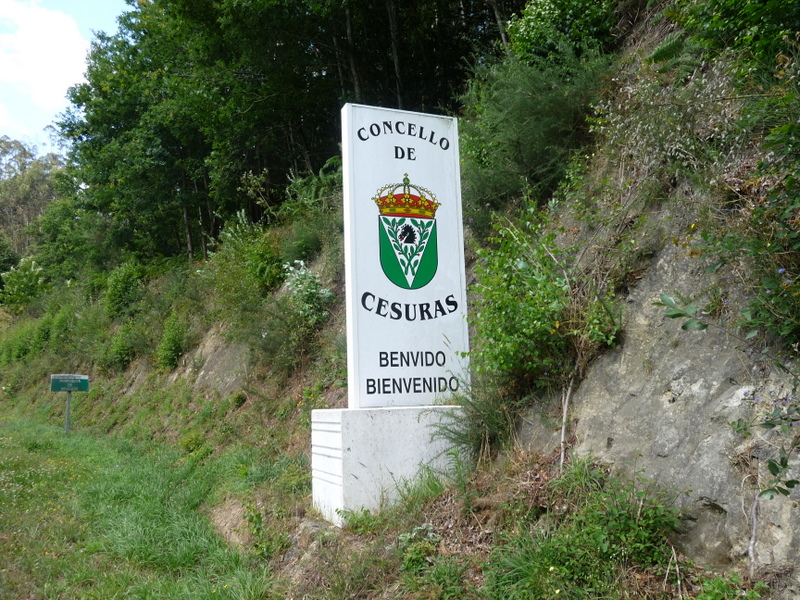
Acceso por carretera a la localidad de Cesuras.

En tiempos recientes, los habitantes de este municipio escribieron una de las páginas gloriosas de la Guerra de la Independencia en Galicia, dando muerte a dos escuadrones del ejército napoleónico.
Con el deseo de respetar la claridad y concisión de un bueno escudo heráldico, deseó sólo evocar con las figuras de su nueva armería la anfractuosidad de su suelo, el laurel que antaño abundó y la victoria sobre los franceses. En consecuencia, el Ayuntamiento de Cesuras acordó aprobar para su escudo con organización siguiente:

«De plata, una cabeza de caballo, de sable, linguada, de gules, ceñida por dos ramas de laurel, afrutadas de gules y pasadas en aspa en punta; calzado de sinople. El timbre, corona real cerrada».

La cabeza de caballo representa los dos escuadrones enemigos, vencidos por los habitantes de Cesuras. El laurel, símbolo de la victoria, recuerda también la frecuencia de esta planta. Y el calzado de sinople, típica partición de la antigua heráldica hispana, quiere ser la representación estilizada gráficamente de una cesura o fenda, corte, en el terreno.

## Geografía física

### Ubicación
Linda, al norte, con Oza de los Ríos; al este, con Curtis; al sur, con Mesía; y al oeste con Abegondo.

### Orografía
Cesuras era un ayuntamiento formado, fundamentalmente, por tierras de montaña, aunque cuenta también con colinas y suelos fértiles, donde se disfruta de un clima sano por ser tibio y tener buena ventilación. Las alturas más importantes son los montes de Seixas, San Gregorio, Alto de la Espenuca, Montouro, Montevello y el Pico de Medela. De los valles hace falta destacar el de Filgueira de Barranca.

### Hidrografía

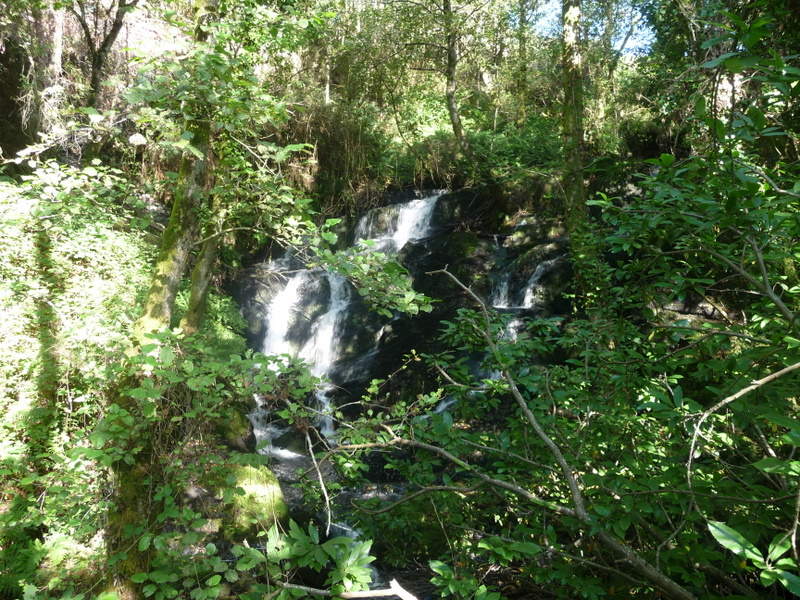
Nacimiento del río Mendo.

El municipio está bañado por varios ríos, de los que los más importantes son el Mero y el Mendo. El primero nace en la Tieira (Borrifáns), se dirige hacia el sur, sirviendo de límite natural por el oeste con el ayuntamiento de Abegondo. El Mendo nace en las proximidades de la Illana (Curtis) recorriendo el municipio por las parroquias de Filgueira de Barranca, Bragad y Trasanquelos para entrar en las tierras de Oza de los Ríos.
El Mendo, a su paso por Bragad, recibe el nombre de Río da Forcada. En él se puede encontrar, a la altura de Soxal, el molino de Forcada (restaurado), más abajo la presa de Buxía (antiguo salto de corriente eléctrica), siguiendo el cauce el molino de Delgado (abandonado) y en Trasanquelos, en el cruce de la carretera a Curtis, el molino de Buxía.
Destaca también el río Corbeiro, afluente del Mero, cuyas primeras aguas brotan en la parroquia de Dordaño (Os Leiros y O Castillo) y el río de Fornelos, afluente del Mendo que nace en los altos de Trasanquelos.

## Historia

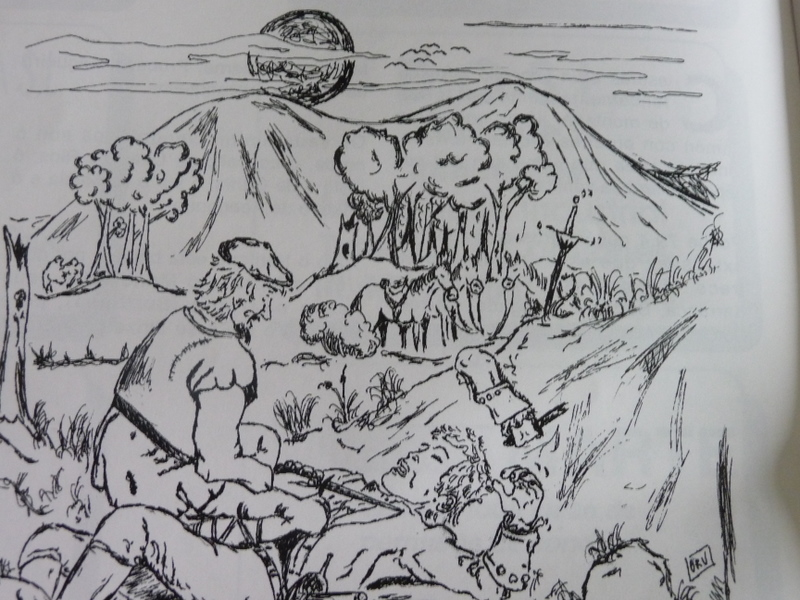
Representación de la noche en que los habitantes de Cesuras hicieron desaparecerá dos escuadrones de caballería del ejército de Napoleón.

Los cesureños escribieron su página dentro de la Guerra de la Independencia contra las tropas de Napoleón. En una noche hicieron desaparecer misteriosamente dos escuadrones del ejército galo que pertenecían al mando del duque de Elchingen. Este hecho tuvo lugar en el año 1809, los 200 hombres y 200 caballos que componían los dos escuadrones desaparecieron. Tan sólo hubo noticias de que desaparecieran por un cabo herido que pudo escapar y llegar hasta las otras fuerzas, manifestando que sus compañeros habían sido degollados por lugareños. 
Después de numerosas pesquisas e interrogatorios, todo quedó silenciado. El mariscal Ney impuso a la ciudad de Betanzos una multa de nueve millones de reales y dispuso que una fuerte columna recorriese las aldeas donde desaparecieron sus soldados, mandando quemar cuatro de ellas y haciendo que violasen, en el atrio de las iglesias, a las mujeres que no pudiesen escapar, sin respetar edades. Finalmente fusiló a un gran número de lugareños y brigantinos. Terminada la invasión francesa tan sólo se confirmó que los autores fueron los aldeanos que, cansados de sufrir atropellos, robos y mil atentados de jefes, oficiales y soldados, les dieron muerte, enterrándolos al mismo tiempo. Los caballos fueron conducidos en aquella terrible noche hasta Ribadavia y luego entregados al marqués de La Romana, en la frontera de Portugal.

## Geografía humana

### Demografía
| Gráfica de evolución demográfica de Cesuras entre 1842 y 2011                                                         |
| |
| Población de derecho según los censos de población del INE. Población de hecho según los censos de población del INE. |

## Política
Desde las primeras elecciones democráticas locales José Ferreiro Pardiñas fue el regidor municipal, hasta su fallecimiento en febrero de 2008, cuando, después de 29 años, fue sucedido por su compañero de partido Julián Lucas Ramírez, quien fue reelegido en las siguientes elecciones de 2011.
| Periodo   | Nombre                                                                     | Partido |
| --------- | -------------------------------------------------------------------------- | ------- |
| 1979-1983 | José Ferreiro Pardiñas                                                     | UCD     |
| 1983-1987 | José Ferreiro Pardiñas                                                     | CDS     |
| 1987-1991 | José Ferreiro Pardiñas                                                     | CDS     |
| 1991-1995 | José Ferreiro Pardiñas                                                     | PPdG    |
| 1995-1999 | José Ferreiro Pardiñas                                                     | PPdG    |
| 1999-2003 | José Ferreiro Pardiñas                                                     | PPdG    |
| 2003-2007 | José Ferreiro Pardiñas                                                     | PPdG    |
| 2007-2011 | José Ferreiro Pardiñas hasta 2008 (por fallecimiento) Julián Lucas Ramírez | PPdG    |
| 2011-2015 | Julián Lucas Ramírez                                                       | PPdG    |

## Economía
La economía cesurana, se basa principalmente en explotaciones agropecuarias, forestales, pequeñas empresas de tala de árboles, construcción, eléctricas, reparación de automóviles y servicios.

## Patrimonio

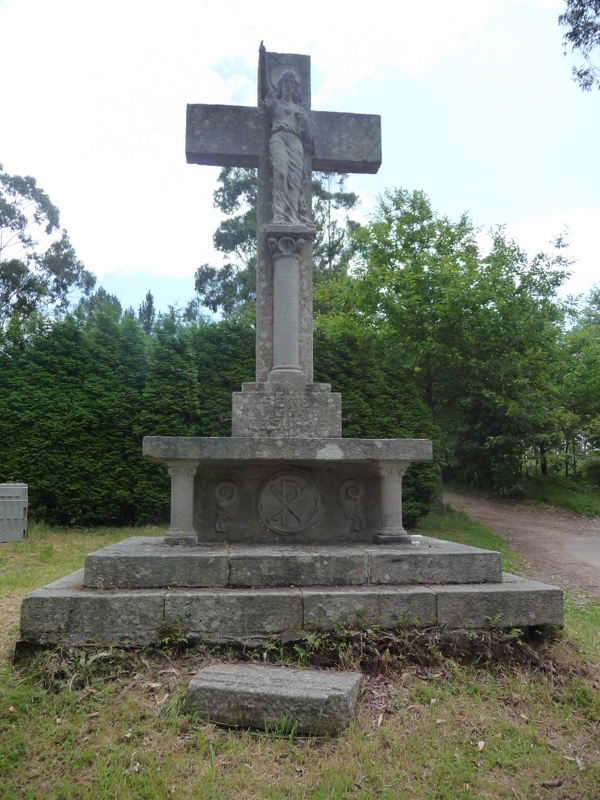
Cruceiro.

De su patrimonio destacan iglesias barrocas, como las de: Paderne, Carres, Figueredo, Loureda, Probaos y Trasanquelos. Entre todas merece una mención aparte la de iglesia de Paderne, que domina una amplia vista sobre el valle del alto Mero. Es además uno de los escasos ejemplos que hay en la provincia de La Coruña de campanario aislado.

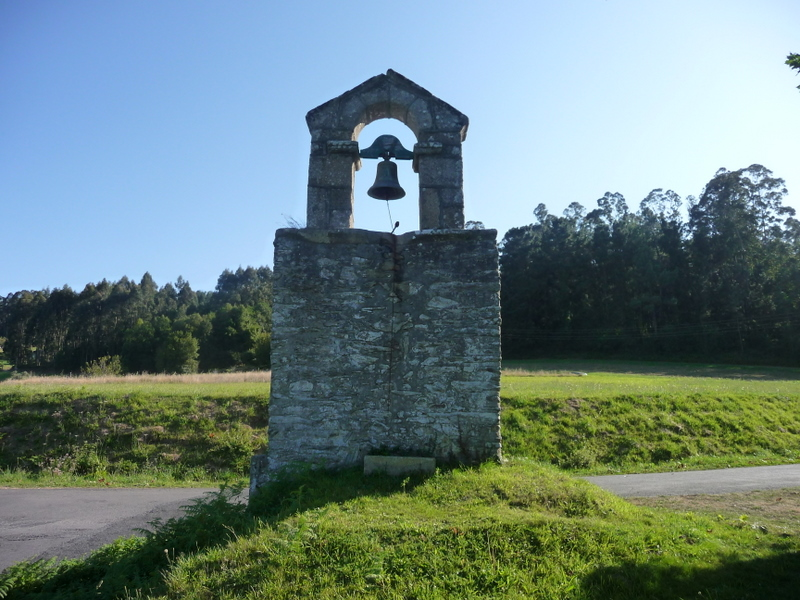
Campanario exento de la iglesia barroca de Paderne.

De las capillas son significativas las de San Antonio, San Gregorio y de San Jun de Medela, situadas en Filgueira de Traba, Borrifans y Medela respectivamente.

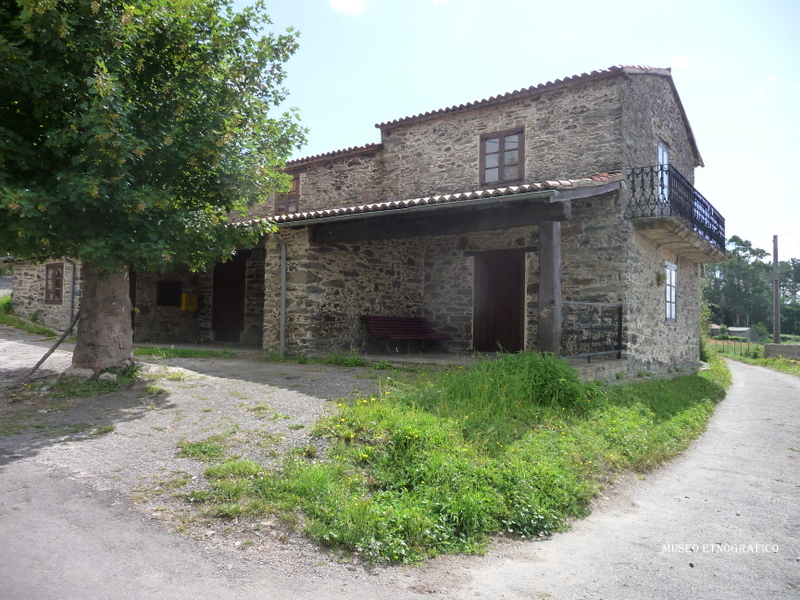
Museo Cesuras.

Los restos más antiguos que se conservan soy cinco castros, que se encuentran en las parroquias de Borrifans, Carres, Figueredo, y en los lugares de Aires (Trasanquelos) y Castillo (Dordaño).
En Bragad (en el monte de Seixas al lado del campo de fútbol) se encuentra el monumento del Cruceiro, sito a 400 metros sobre el nivel del mar, que es una cruz formada por grandes bloques de granito rudamente labrados, donado el 31 de julio de 1927 por el entonces alcalde de Cesuras, Don Jesús Sánchez. El proyecto fue de Don Antonio Núnez Díaz, el escultor Indalecio Díaz Baliño y el constructor Elisardo Romay.

### O´paraxón

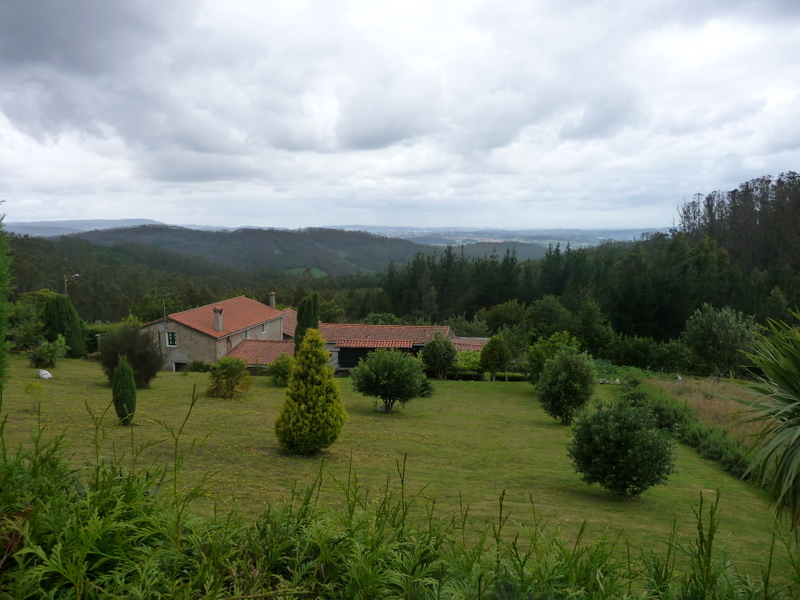
Ladera del monte, parte de O´paraxón.

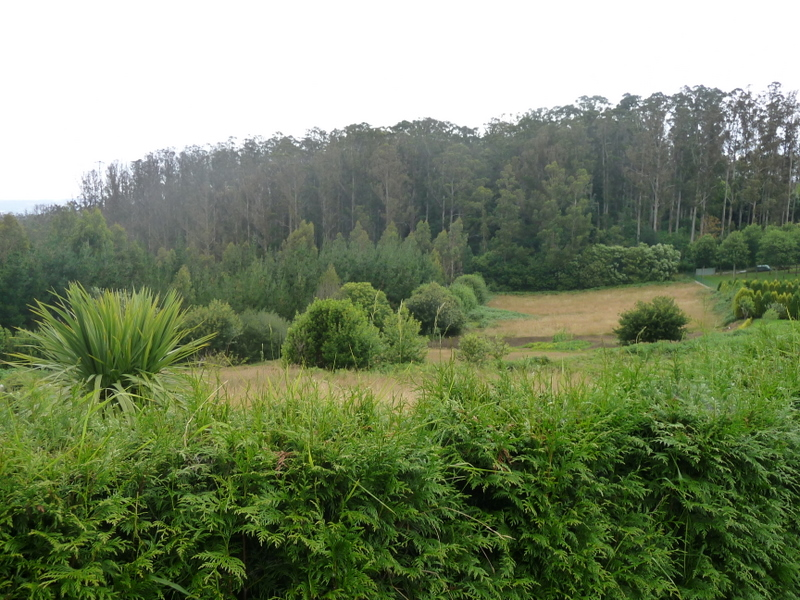
Bosque en O´paraxón.

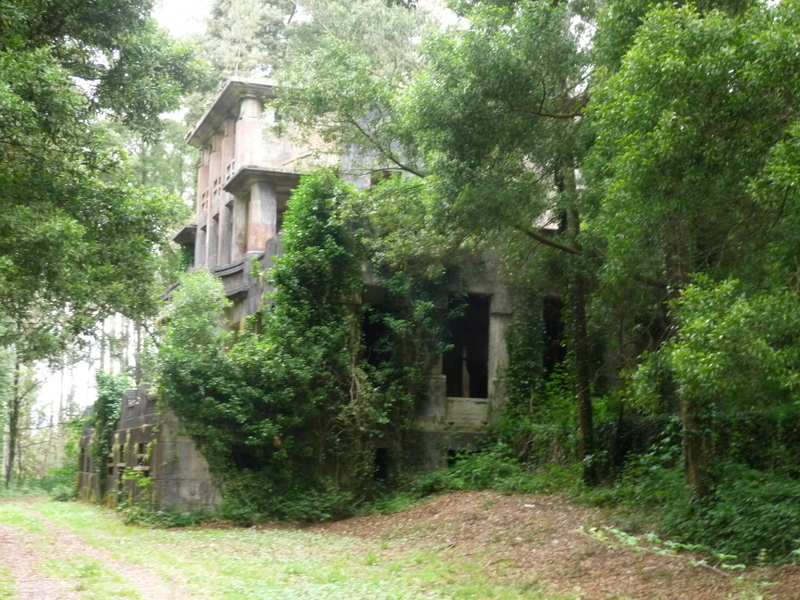
Sanatorio, edificio inacabado que nunca llegó a ser usado como tal.

Recibe el nombre de O'paraxón una finca situada en el monte colindante con la antigua vía llamada «camino Real», que servía de comunicaciones entre las poblaciones de Melide y La Coruña, en el que se encuentra un edificio de estilo modernista, ubicado en la finca de doscientos ferrados de superficie, muy frondosa con muchas variedades arbóreas destacando altos pinos y eucaliptos formando el bosque denominado Parque do Sanatorio. Previsto como sanatorio para tuberculosos, el edificio se emplazó en este lugar por su altura y clima sano, aunque no se terminó la obra paralizándose en el año 1931, nunca llegó a utilizarse para la función sanitaria.
La finca esta cruzada con paseos, antaño delimitados con laureles romanos. Proyectado entre los años 1922-1924 por la Junta Provincial Antituberculosa de La Coruña, que eligió O´paraxón por la cercanía a la ciudad y por la altitud, suficiente para garantizar la pureza del aire un aislamiento energético y prolongado; dos factores de importancia vital para restablecer la salud de los enfermos.
En 1927 con la asistencia del obispo de Santiago, Lago González, y de diversas familias ilustres de la provincia se colocó la primera piedra de una obra que iba a ser costeada con las donaciones del Estado, de varios núcleos gallegos de América y con los ingresos de las Fiestas de la Flor de La Coruña.
El proyecto se debe al arquitecto Don Rafael González Villar y contaba de un cuerpo central, normalmente ocupado por los servicios generales y por las sala de uso común, y de dos cuerpos laterales, reservado uno para cada sexo.
Sin embargo, en 1931 las obras quedaron paralizadas, y de una manera definitiva con inicio de la Guerra Civil en 1936, a pesar del intento de las autoridades locales para rematarlas.
En un primer momento el edificio perteneció a la Sociedades Antituberculosa, que lo cedió al Estado, hasta que en 1973, pasó a ser patrimonio del ayuntamiento, con la condición de que se respetara la masa arbórea (encontrando eucaliptos y pinos con el mayor perímetro de Galicia) y de que la finca permaneciera abierta para los habitantes de Cesuras y sus visitantes.

## Fiestas
Todas las parroquias celebran sus fiestas patronales, una de la más representativa es la de San Mamed de Bragad (donde se encontraba la capital del municipio de Cesuras), se celebra en honor a San Mamed, el segundo domingo de octubre.